# أم قرفة الفزارية
أم قرفة هي فاطمة بنت ربيعة بن بدر بن عمرو الفزارية من قبيلة بني فزارة. تزوجت مالكاً بن حذيفة بن بدر، وولدت له ثلاثة عشر ولداً، وقيل ثلاثون ولداً، أكبرهم قرفة وبه كنُيت. وكان جميع أولادها من الرؤساء في قومهم. وكانت شاعرة من أعز العرب ممن يُضرب بهم المثل في العزة والمنعة فيقال:«أعز من أم قرفة». وإذا تشاجرت قبيلتها مع غطفان بعثت خمارها على رمح فيصطلحون.
كانت تؤلب الناس على النبي محمد، فقيل أنه أرسل في السنة السادسة للهجرة زيداً بن حارثة في سرية فقتلها، إذ ربط رجيلها بحبل ثم ربطهما بين بعيرين حتى شقها شقاً، وكانت عجوزاً كبيرةً. ثم حُمل رأسها إلى المدينة ليُعلم أنها قتلت، وإن كان هناك من يضعف خبر التمثيل بها مع الإقرار بِقتلها لِكونها امرأة مُقاتلة للمُسلمين ومُرتدة. وقيل أنها قبل ذلك كانت مسلمة فارتدت في غزوة أحد.
هي والدة أم زمل المعروفة بأم قرفة الصغرى.

## خبر موتها
قالت عائشة بنت أبي بكر :
وكانت أم قرفة جهزت أربعين راكباً من ولدها وولد ولدها إلى الرسول ﷺ ليقاتلوه ويقتلوه، فأرسل إليهم رسول الله ﷺ زيد بن حارثة فقتلهم وقتل أم قرفة وأرسل بدرعها إلى رسول الله ﷺ فنصبه بالمدينة بين رمحين.
وقال الإمام ابن حجر العسقلاني:
في الغزوة السابعة ـ سرية زيد بن حارثة ـ إلى ناس من بني فزارة، وكان خرج قبلها في تجارة إلى الشام ومعه بضائع تعود للنبي ولأصحابه فلما كان دون وادي القرى فخرج عليه ناس من بني فزارة فأخذوا ما معه وسرقوه ونهبوه وضربوه، وبعد فعلتهم هذه جهزه النبي ﷺ إليهم فأوقع بهم وقتل أم قرفة بِكسر القاف وسكون الراء بعدها فاء وهي: فاطمة بنت ربيعة بن بدر زوج مالك بن حذيفة بن بدر عم عيينة بن حصن بن حذيفة، وكانت مُعظمة مُطاعة فيهم وتُحرضهم على عداوة وقتل المسلمين.
وذكر أيضاً:
عن عائشة ارتدت امرأة (تقصد أم قرفة) يوم غزوة أحد فأمر النبي ﷺ أن تُستتاب فإن تابت وإلا قُتلت. وقد ضعف رواية تشويه جثة أم قرفة.
وقال الإمام شمس الأئمة السرخسي:
والمُرتدة التي قُتلت كانت مُقاتلة، والمرأة إذا قاتلت تُقتل. فإن أم قرفة كانت تُقاتل وتُحرض على القتال وكانت مُطاعة فيهم، وأم قرفة كان لها ثلاثون ابناً وكانت تُحرضهم على قتال المسلمين، ففي قتلها كسر لشوكتهم.
وقال الإمام الذهبي:
وكانت أم قرفة جهزت أربعين راكباً من ولدها وولد ولدها إلى رسول الله ﷺ ليقاتلوه ويقتلوه، فأرسل إليهم زيداً ليردهم فقتلهم وقتلها لكسر شوكة بني فرازة وأرسل بدرعها إلى النبي ﷺ فنصبه بالمدينة بين رمحين. وقد روى هذه الرواية البخاري والترمذي وحسنوها.
وقيل في إحدى الروايات المضطربة أن زيد بن حارثة مَثل بِها عند قتلها وشوه جثتها، فيقال: ربطها في ذنب فرسين، وأجراهما فتقطعت،
وقال الإمام الدارقطني عن هذه الرواية:
أن من رواة هذا الحديث محمد بن عبد الملك الأنصاري وهو راوي اشتهر بالكذب والتدليس.
وفي رواية أُخرى أن من فَعل ذلِك خالد بن الوليد وفي رواية ضَعيفة قيل أن هذا كان في عهد خلافة أبو بكر الصديق وهذه الروايات جلها ضعيفة موضوعة كذّبها وضعّفها أغلب الأئمة والعلماء،[من؟] وقائل هذه الروايات هو الواقدي وهو مُتهم بِالكذب، والتقول، والوضع عند علماء الإسلام.